# Grubbesjön
Grubbesjön är en sjö i Kramfors kommun i Ångermanland och ingår i Nätraån-Ångermanälvens kustområde. Sjön är 13,6 meter djup, har en yta på 0,168 kvadratkilometer och är belägen 54,1 meter över havet. Sjön avvattnas av vattendraget Skullerstabäcken.

## Delavrinningsområde
Grubbesjön ingår i det delavrinningsområde (697470-160976) som SMHI kallar för Utloppet av Skullerstasjön. Medelhöjden är 116 meter över havet och ytan är 10,75 kvadratkilometer. Det finns inga avrinningsområden uppströms utan avrinningsområdet är högsta punkten. Avrinningsområdets utflöde Skullerstabäcken mynnar i havet. Avrinningsområdet består mestadels av skog (71 procent) och öppen mark (10 procent). Avrinningsområdet har 0,79 kvadratkilometer vattenytor vilket ger det en sjöprocent på 7,3 procent.